# Subbuteo

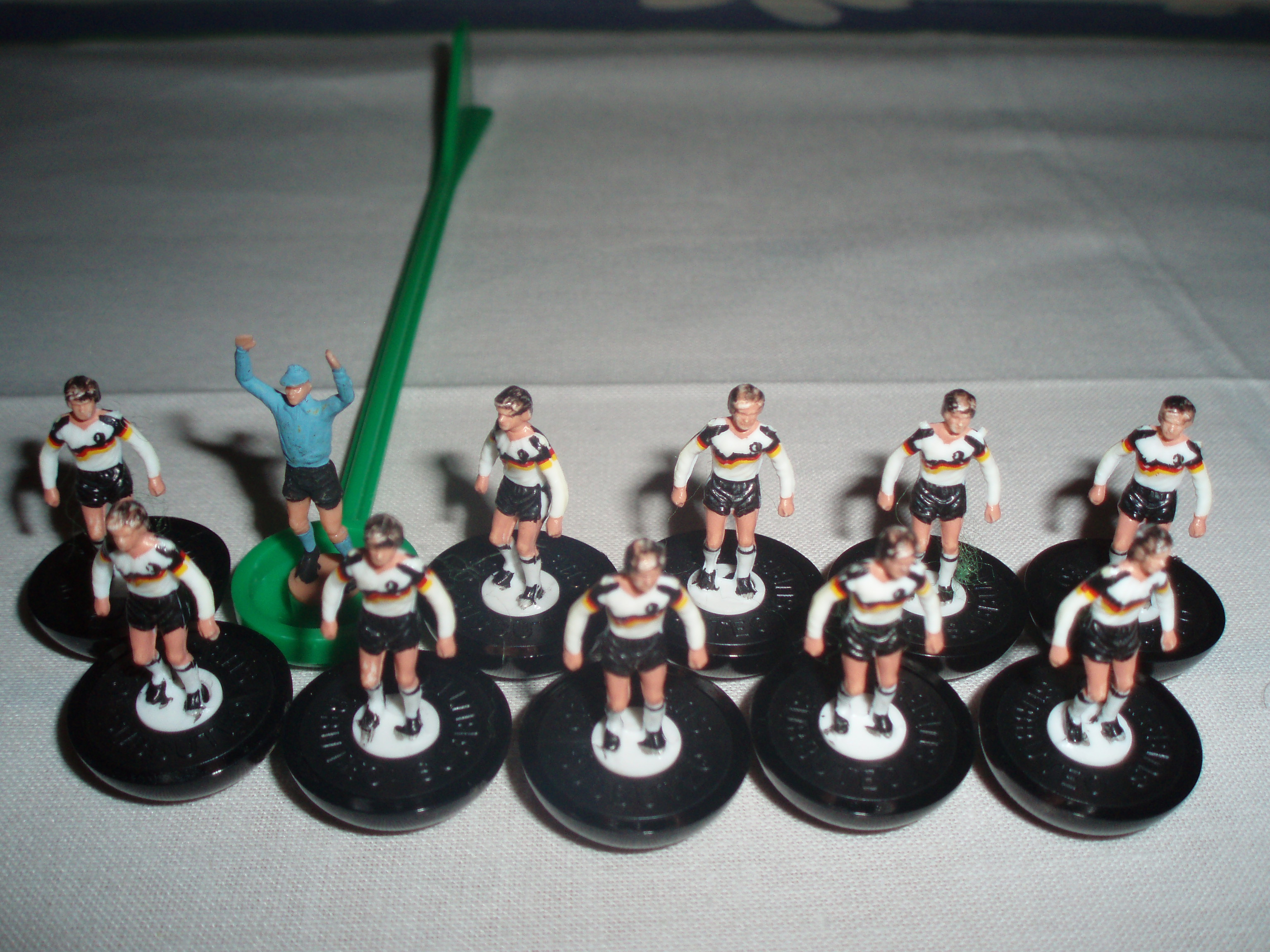
Subbuteo-Figuren

Subbuteo ist ein aus England stammendes Tisch-Fußballspiel für zwei Spieler. Gespielt wird Subbuteo auf einem grünen Tuch (meist aus Baumwolle oder einer Art Micro-Kunstrasen), das etwa 80 Zentimeter breit und 120 Zentimeter lang ist. Anders als etwa bei Tipp-Kick verfügt jeder Spieler über zehn frei bewegliche Feld-Figuren, etwa zwei Zentimeter hoch, auf einem abgerundeten Sockel. Der Spielball hat einen Durchmesser von ebenfalls etwa zwei Zentimetern. Die Torwarte sind an einer Stange befestigt und werden von der Rückseite des Tores bedient.
Gespielt wird Subbuteo, indem man den Zeige- oder Mittelfinger durch Druck auf das Spieltuch (nicht auf den Daumen) spannt und eine Spielfigur „schnippt“, also schnellen lässt. Der Ball wird dann je nach Richtung und Kraft der Spielfigur bloß berührt oder vorangetrieben. Die Art dieser Bewegung ist vergleichbar mit der beim Billard oder Carrom.
Da alle Figuren nur durch Schnippen und nicht von Hand an die gewünschte Stelle bewegt werden dürfen, haben bei Subbuteo – anders als bei den meisten anderen Tischfußballspielen – auch Strategie und Taktik eine große Rolle. Daher kommt Subbuteo dem echten Fußballspiel nahe.
Im Laufe der Jahre hat sich Subbuteo von einem Spiel zum Wettkampfsport entwickelt: So werden deutsche Meisterschaften genauso ausgetragen wie Europapokalwettbewerbe und Weltmeisterschaften.

## Regeln
Die Regeln entsprechen weitgehend den Fußballregeln.

### Ballbesitz

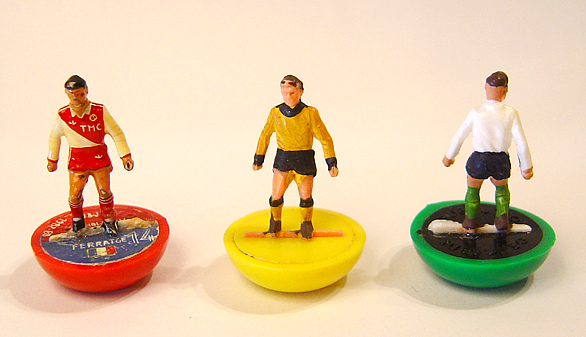
Subbuteo-Spielfiguren

Der Spieler, der in Ballbesitz ist, ist der Angreifer, der andere der Verteidiger. Nur der Angreifer darf den Ball spielen, das heißt mit der geschnippten Figur berühren. Der Angreifer verliert den Ballbesitz, wenn er den Ball mit der geschnippten Figur verfehlt oder wenn eine gegnerische Figur mit dem Ball angeschossen wird.
Mit derselben Spielfigur darf der Ball höchstens dreimal hintereinander gespielt werden, ohne dass der Ball von einer anderen (eigenen oder gegnerischen) Spielfigur berührt wurde.

### Verteidigungszug
Nach jeder Ballberührung des Angreifers darf der Verteidiger einen Verteidigungszug ausführen, indem auch er eine seiner Figuren verschnippt. Oft wird er versuchen, den nächsten Zug des Angreifers zu erschweren, etwa indem eine Figur den Weg einer Angreiferfigur zum Ball versperrt oder den Passweg blockiert.
Beim Verteidigungszug darf der Verteidiger aber weder den Ball noch eine andere (auch eigene) Spielfigur berühren. Geschieht das doch, kann der Angreifer „zurück“ verlangen, woraufhin Figuren und Ball wieder auf ihre vorherigen Positionen gestellt werden. Trifft allerdings der Verteidigungszug den rollenden Ball, gibt es einen Freistoß für den Angreifer.

### Reservetorwart
Statt mit einem Feldspieler kann der Angreifer auch mit dem Reservetorwart spielen. Der Reservetorwart ist eine normale Feldspielfigur, die sich jedoch in der Farbe von den übrigen Feldfiguren beider Mannschaften unterscheiden muss. Für den Einsatz wird der eigentliche, an der Stange befindliche Torwart aus dem Spiel genommen, und der Reservetorwart wird auf einen beliebigen Punkt innerhalb des Torraums gestellt. Er verhält sich dann wie ein Feldspieler und darf nur vom Feld genommen werden, solange der Spieler in Ballbesitz bleibt (oder ihn wiedererlangt) oder wenn der Ball ins Aus geht.

### Unspielbare Figuren
Spielfiguren, die das Spieltuch verlassen haben oder gegen die Bande geprallt sind, werden, sobald der Ball ruht, an den äußersten Rand des Spieltuches gestellt. Befindet sich die Spielfigur noch auf dem Tisch, wird sie hinter den nächstgelegenen Punkt der Auslinie gestellt; wenn sie das Spielbrett verlassen hat, wird sie an der Mittellinie aufgestellt. Liegende Spielfiguren werden, sobald der Ball ruht, dort aufgestellt, wo sie liegen. Mit liegenden Figuren darf nicht gespielt werden.

### „Schnelles Spiel“
Auf den Verteidigungszug braucht der Angreifer nicht zu warten; er kann also, solange er den Ballbesitz nicht verliert, immer weiterspielen (auch den rollenden Ball).
Ausnahmen gibt es nur:
- nach dem Einwurf
- wenn unspielbare Spielfiguren aufgestellt werden müssen
- wenn der Reservetorwart vom Feld genommen wird

In diesen Situationen darf der Angreifer erst nach dem Verteidigungszug weiterspielen.

### Foul
Ein Foul kann nur der Angreifer begehen, indem er mit der geschnippten Figur erst eine andere (auch eine eigene) Figur trifft und dann den Ball. Wenn die geschnippte Figur nur eine andere Figur trifft, wechselt der Ballbesitz (weil der Ball ja verfehlt wurde) und der andere Spieler kann den missglückten Angriffszug „zurück“ verlangen.

### Tor
Tore können nur erzielt werden, wenn der Ball sich im Moment der Ballberührung vollständig innerhalb der Schusszone (das ist das dem jeweiligen Tor nächstliegende und durch eine zusätzliche Linie markierte Spielfeldviertel) befindet.

### Freie Spielerbewegungen
Das Schnippen ist grundsätzlich die einzige Möglichkeit, die Position der Spielfiguren zu verändern. Nur vor einem Anstoß (zu Beginn einer Halbzeit oder nach einem Tor) oder einem Abstoß (wenn der Angreifer den Ball über die gegnerische Torauslinie geschossen hat) dürfen die Figuren frei auf dem Feld aufgestellt werden: zuerst der Angreifer, dann der Verteidiger. Bei Eckstößen, Freistößen und Einwürfen gibt es außerdem eine (beim Eckstoß drei) „freie Spielerbewegung“, das heißt eine weitere Spielfigur darf geschnippt werden. Die den Eckstoß, Freistoß oder Einwurf ausführende Figur kann unter allen eigenen Figuren ausgesucht werden.

### Erzwingen von Einwürfen und Ähnliches
Einen Eckstoß, Abstoß oder Einwurf erhält – angelehnt an die Fußballregeln – der Spieler, dessen Spielfigur den Ball nicht zuletzt berührt hat, bevor dieser die Tor- beziehungsweise Seitenauslinie vollständig überschritten hat. Ein Spieler kann durch Anschießen gegnerischer Figuren einen Einwurf, Eckstoß oder Abstoß erzwingen, jedoch nur dann, wenn vor dem Anschießen die gegnerische Figur und der Ball (und beim Einwurf zusätzlich auch die eigene Figur) sich im selben Spielfeldviertel befinden.

### Abseits
Eine Figur steht im Abseits, wenn sie sich in der gegnerischen Schusszone, das heißt in dem Spielfeldviertel vor dem gegnerischen Tor, befindet und sie von der Torauslinie im Moment der Ballabgabe nicht weiter entfernt ist als die vorletzte Verteidigerfigur (einschließlich des Torwarts oder Reservetorwarts). Die Abseitsposition wird geahndet, sobald der Ball der Torauslinie näher ist als die vorletzte Verteidigerfigur. Das heißt auch, dass mit einer im Abseits stehenden Figur der Ball gespielt werden darf, solange der Ball noch nicht die vorletzte Verteidigerfigur passiert hat.

## Geschichte
Erfunden wurde das Spiel 1925 in Liverpool von William Lane Keeling. Ihm waren die vorhandenen Mini-Fußballspiele nicht realistisch genug, und so schnitt er aus Pappe Figuren aus, setzte sie auf Gummisockel und spielte mit einem Korkball auf Drahttore. Das Spielfeld zeichnete er auf ein Leinentuch.
Das Spiel wurde zuerst unter dem Namen „Newfooty“ vertrieben. Mit Beginn des Zweiten Weltkriegs wurde die Produktion eingestellt und erst 1947 wieder aufgenommen. Nun waren Figuren und Tore aus Plastik, wofür der Ornithologe Peter Adolph ein Patent anmeldete. Der Vogelliebhaber gab dem Spiel den Namen „Subbuteo“ – nach dem lateinischen Namen des Baumfalken (falco subbuteo) – und gründete die Firma „Subbuteo Sports Games“. 1967 wurde das Unternehmen an Waddingtons, den größten Spielwarenfabrikanten Englands, verkauft. Im Jahr 1995 wurde Waddingtons von dem amerikanischen Spielwarenkonzern Hasbro übernommen.
Heute spielen weltweit mehr als fünf Millionen Menschen in über 50 Ländern Subbuteo. Überall auf der Welt gibt es Subbuteo-Verbände, die Meisterschaften austragen und Turniere veranstalten. Europa- und Weltmeisterschaften sind genauso selbstverständlich und werden mit derselben Spannung erwartet wie im Fußball.

### Die Geschichte von Subbuteo in Deutschland
Der erste deutsche Subbuteo-Club, die TSL Dortmund 61, wurde von Günter Czarkowski am 14. März 1961 gegründet. Der erste Meisterschaftsspieltag fand am 26. Mai 1961 statt, und am 20. Juli 1961 kam es schließlich zur Gründung des Deutschen Subbuteo Bundes (heute: Deutscher Sport-Tischfußball-Bund).
Die erste deutsche Einzelmeisterschaft fand am 31. Mai 1962 in Wetzlar statt. Deutscher Meister wurde Günter Czarkowski vor Josef Kaczmarek und Dieter Hagenkötter (alle TSL Dortmund 61).
Die erste deutsche Mannschaftsmeisterschaft gewann am 9. und 10. Januar 1965 die gastgebende TSL Dortmund 61; erster Gewinner des DSTFB-Pokals wurde 1968 in Melsungen Uwe Depken von GW Bremen.

### Die Geschichte von Sport-Tischfußball (Subbuteo) in Österreich
Der erste österreichische Tischfußballklub (Subbuteo Spielart), der TFC Wien West, wurde von Alfred Strommer am 10. Mai 1976 gegründet und nur 10 Tage später wurde der TFC Red Star Vienna durch Gustav Adler (langjähriger EÖTV-Präsident) aus der Taufe gehoben. Die erste Saison der „Österreich Liga“ (Mannschaftsbundesliga) startete mit vier Vereinen, und die beiden anderen Teilnehmer waren der TFK Austria Wien und der TSC Vienna Hotfingers (beide wurden im Juni 1976 gegründet). Der EÖTV befand sich 1976 bereits im dritten Jahr des Bestehens.
Der erste Einzelmeister der Bundesliga-Saison 1973/74 wurde Gerhard Lederer, vor Gustav Adler und Albin Slabina (alle aus Wien). Das erste EÖTV-Cup-Finale der gleichen Saison wurde von Michael Higatsberger mit 3-1 gegen Albin Slabina gewonnen. Ein großartiger Start des EÖTV (gegründet 17. November 1973), der seither immer die Einzel- und Mannschaftsmeister in den verschiedenen Kategorien ermitteln konnte.

### Die Geschichte von Sport-Tischfußball (Subbuteo) in der Schweiz
Der Schweizer Subbuteo Tischfußball Verband (SSTV) wurde 1970 von der ETF als Mitglied aufgenommen. Hr. Christian Spreng und Hr. Dieter Brechbühl waren die ersten Schweizer, die an einem Europapokal teilnahmen. Die Schweiz hat insgesamt 8× den ETF Europa Pokal, durch Kurt Erb (2×) und Willy Hofmann (6×) gewonnen. Mehrmals wurde durch Kurt Erb, Peter Surer, Paul Remund und Willy Hofmann das Semi-Finale erreicht.
SC Urania Muttenz war der stärkste Verein der Schweiz, als auch der SC Wallisellen. Weitere Vereine (Clubs) sind der SC Basel United, Subbuteo Players Aargäu-Süd, SC Ajax Basel, SC Anfield Hoppers Zürich, Subbuteo Baden, SC Linth Sliders (St. Gallen) und SC Höpfingheim. Ob es eine Mannschaftsmeisterschaft gibt, ist nicht bekannt.
Von 1991 bis 2005 wurde voraussichtlich keine Meisterschaft und Pokal ausgespielt und die Schweiz verfiel als Topnation in einen Tiefschlaf. Seit 2006 werden wieder regelmäßig Meisterschaften ausgetragen und die Schweiz kehrte auf die FISTF-Spielfläche zurück.

### Subbuteo-Weltmeisterschaften 2006 und 2010 in Deutschland
Am 17. und 18. Juni fand in Dortmund (zeitgleich mit der Fußball-Weltmeisterschaft) in den Räumen der DASA die Sport-Tischfußball-Weltmeisterschaft statt, an der rund 250 Spieler aus 23 Nationen teilnahmen. Sowohl in der Einzel- als auch in der Mannschaftswertung ging der Sieg an Italien.
Am 4. und 5. September 2010 war die Sporthalle in Rain (Lech) der Austragungsort für die Weltmeisterschaft, zu der 250 Spieler aus 16 Nationen gekommen waren. Wie bei der WM 2010 in Südafrika gingen die Einzeltitel in der offenen Klasse und beim Ü-40-Wettbewerb an Spanien, in den Jugendklassen gab es einen spanischen und zwei deutsche Siege, bei den Damen ging der Titel nach Belgien. Beim Mannschaftswettbewerb überraschte Malta in der offenen Klasse, Italien siegte im Ü-40-Wettbewerb, bei der Jugend ging je ein Team-Titel an die Niederlande und Italien, bei den Damen siegte Belgien.
Der DSTFB als Gastgeber:
- 1966 (Dortmund) ETF Einzel Europa Pokal
- 1970 (Altenmarkt) ETF Einzel Europa Pokal
- 1974 (München) FISA Weltmeisterschaft
- 1975 (Haibach) ETF Einzel Europa Pokal
- 1983 (Lohmar) ETF Nationen Pokal
- 1983 (Haibach) ETF Einzel Europa Pokal
- 1991 (Stennweiler) ETF Einzel Europa Pokals
- 1992 (Hamburg) FISA Europameisterschaft
- 1995 (Wuppertal) FISTF Europameisterschaft
- 2001 (Kamen) FISTF Europa Pokal für Klub Mannschaften.
- 2006 (Dortmund) FISTF Weltmeisterschaft
- 2010 (Rain am Lech) FISTF Weltmeisterschaft

### Sport-Tischfußball-Weltmeisterschaften 2000 und 2008 in Österreich
Die erste FISTF WM (2. und 3. Sept. 2000) die in Österreich veranstaltet wurde, bedurfte intensiven Einsatz von Gustav Adler und seinem gesamten Organisationsstab. Die runde Sporthalle in der Donaustadt konnte als Austragungsort gewonnen werden. Erstmals war auch Rumänien unter den 160 Teilnehmern anwesend. Höhepunkt der WM war das Finale der Veteranen Kategorie zwischen Horst Deimel (AUT) und Massimo Conti (ITA) das der Österreicher in der Verlängerung mit 5-4 (2-2, Verl. 4-4, Golden Goal 5-4) gewann. Phantastisch war die Stimmung wie im Fußball durch die EÖTV Fans auf den Tribünen. Die EÖTV Veteranen National Mannschaft erreichte das Semi-Finale und somit die Bronzemedaille. In den fünf Einzelbewerben gewannen fünf verschiedene Nationen.
13. u. 14. Sept. 2008, also acht Jahre später, war der EÖTV zum zweiten Mal Veranstalter und brachte mit Michaela Scherbaum, diesmal in der Damenkategorie, wieder eine Weltmeister-Goldmedaille für Österreich. Der DSTFB-U‑15-Jugendspieler Björn Kegenbein gewann die Goldmedaille und war somit nach Peter Czarkowski (1970) der zweite Deutsche, der Weltmeister werden konnte.
(siehe FISTF in englischer Sprache).
- Der EÖTV als Gastgeber:
- 1978 (Wien) ETF Einzel Europa Pokals
- 1988 (Salzburg) ETF Einzel Europa Pokals
- 1995 (Wien) FISTF Europa Pokal für Klub Mannschaften.
- 2000 (Wien) FISTF Weltmeisterschaft.
- 2004 (Wien) FISTF Europa Pokal für Klub Mannschaften.
- 2008 (Wien) FISTF Weltmeisterschaft
- 2010 (Mattersburg) FISTF Europa Pokal für Klub Mannschaften.

### Tischfußball-Europapokal 1974, 1982 und 1989 in der Schweiz
Die Schweiz war bisher dreimal Veranstalter für Tischfußball-Großereignisse. In den Zeiten der ETF war die Schweiz eine Tischfußball-Großnation, die mit Kurt Erb 1977 eingeleitet wurde. Kurt Erb (2× Sieger, 2× Finalist) und Willy Hofmann (6× Sieger) haben gemeinsam acht (8) ETF-Europapokale gewonnen und somit nur einen Sieg weniger als Belgien und die Niederlande (je 9×). Willy Hofmann wurde auch 1986 FISA-Weltmeister. Die einzigen deutschsprachigen ETF-Europapokalfinales gewann er mit jeweils 4:1 gegen die Österreicher Gerhard Ecker (1987) und Horst Deimel (1988) gewonnen.
Trisha Baumeler wurde Damen-Vizeweltmeisterin 2011. 
Der SSTV als Gastgeber:
- 1974 (Basel) ETF-Einzel-Europapokal
- 1982 (Wallisellen) ETF-Einzel-Europapokal
- 1989 (Wallisellen) ETF-Einzel-Europapokal

## Sport-Tischfußball-Organisationen

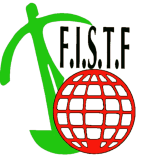
Logo des Sport Tischfußball (Subbuteo) Weltverbands FISTF

Deutscher Sport-Tischfußball-Bund gegründet 1961
Der Deutsche Sport-Tischfußball-Bund (DSTFB) ist der offizielle Verband, der für die Austragung der Subbuteo-Meisterschaften und Pokalturniere in Deutschland verantwortlich ist. Insofern kann man die Rolle des DSTFB mit der des DFB im Fußball vergleichen. Heute sind dem DSTFB rund 50 Vereine angeschlossen.
Derzeit gibt es in Deutschland die vier Landesverbände Nord, West, Südwest und Süd.
Erster Österreichischer Tischfußball-Verband gegründet 1973
Der Erste Österreichische Tischfußball-Verband (EÖTV) ist der offizielle Verband, der für die Austragung der Sport Tischfußball-Meisterschaften und Pokalbewerbe in Österreich zuständig ist. Der EÖTV ist das Pendant zum Österreichischen Fußball-Bund im Fußball. Seit September 2015 sind beim EÖTV 5 aktive Vereine gemeldet.
Derzeit gibt es in Österreich vier Bundesländer mit Regionalverbänden (NÖTV in Niederösterreich, 1. BTFV im Burgenland, WLV-STV in Wien und StTVB in der Steiermark). In den anderen 5 Bundesländern gab es Vereine (zum Beispiel SC Graz, SC Urfahr Linz, TFC Ludesch, TFC Granada Nüziders) und sogar Landesverbände in Vorarlberg (1970er) und Tirol (1990er), und es wird weiter daran gearbeitet, Organisationen aufzubauen.
Aktuell hält Österreich den FISTF-OPEN-Weltmeister 2016.
Schweizer Subbuteo Tischfussball Verband gegründet 1969
Der Schweizer Subbuteo Tischfußball-Verband (SSTV) ist der offizielle Verband, der für die Austragung der Sport Tischfußball-Meisterschaften und Pokalbewerbe in der Schweiz zuständig ist. Der SSTV ist das Pedant zum Schweizerischen Fussballverband im Fußball. Mit Stand 2015 sind beim SSTV 4 Vereine angemeldet.
Die drei deutschsprachigen Verbände arbeiten zusammen und nehmen an Internationalen Bewerben der FISTF teil. Länderspiele wie im Fußball oder anderen Sportarten werden regelmäßig ausgetragen. Die sportliche Rivalität zwischen diesen drei Nationen ist auch im Sport Tischfußball vorhanden.
Der DSTFB, EÖTV und der SSTV sind Mitglieder im Weltverband FISTF (Federation International of Sports Table Football) (Subbuteo Spielart). Die diesen drei Verbänden angeschlossenen Spieler und Vereine können dadurch an internationalen Turnieren, Welt- und Europameisterschaften teilnehmen.
Alle drei Sport Tischfußball Verbände konnten erfolgreich Welt- und Europameister (Europa Cup) Sieger, als auch viele Gold-, Silber- und Bronzemedaillen Gewinner hervorbringen.
Außerdem gibt es regelmäßig Länderspiele, auch bei Weltmeisterschaften, jedes Jahr. Die besten Vereinsmannschaften qualifizieren sich durch die Mannschaftsmeisterschaften (Bundesliga, Österreich Liga) zur Teilnahme an der "Champions League CL" und der "Europa League EL".